# Galina Piluszenko
Galina Piluszenko (ros. Галина Пилюшенко; ur. 17 maja 1945 w Chabarowsku) – radziecka biegaczka narciarska. Jej największym sukcesem jest srebrny medal wywalczony w biegu na 5 km podczas mistrzostw świata w Vysokich Tatrach. Uległa tam jedynie swej rodaczce Galinie Kułakowej.

## Osiągnięcia

### Mistrzostwa świata
| Miejsce | Dzień     | Rok  | Miejscowość   | Konkurencja             | Czas biegu | Strata | Zwyciężczyni     |
| ------- | --------- | ---- | ------------- | ----------------------- | ---------- | ------ | ---------------- |
| 2.      | 16 lutego | 1970 | Wysokie Tatry | 5 km stylem klasycznym  | 18:07,89   | +20,02 | Galina Kułakowa  |
| 6.      | 18 lutego | 1970 | Wysokie Tatry | 10 km stylem klasycznym | 36:19.00   | +57,37 | Alewtina Olunina |